# イランに対するイラクの化学攻撃
イランに対するイラクの化学攻撃（イランにたいするイラクのかがくこうげき）は、イラン・イラク戦争でイラク軍がイランの戦闘員と非戦闘員に対して行った一連の化学攻撃を指す。
イラク軍は国境の市町村において戦闘員と非戦闘員に対する化学攻撃を行うとともに、30回以上も市民を攻撃したとされ、一部の病院や医療センターも攻撃対象になった。2002年のThe Star-Ledgerの記事によれば、イランの戦闘員と衛生兵20,000人が神経ガスにより即死したとされ、2002年の時点で、被害者80,000人のうち5,000人が引き続き定期的に治療を受けて、1,000人が入院している。1925年のジュネーヴ議定書により化学攻撃は禁じられているものの、実際には、イランを勝利させないために、アメリカ合衆国がイラク軍の化学攻撃を支援していた。

## 背景
1973年の第四次中東戦争が終結すると、イラクではあらゆる側面で軍を増強させることとなった。イラクのRa'ad al-Hamdani将軍は、第四次中東戦争を注意深く分析したにもかかわらず、バアス党による軍の進歩が明確になされていなかったと語っていた。イスラエル軍と比較して、イラク軍には専門知識において顕著な欠如が見られたのである。1979年には、サッダーム・フセインの政策とバアス党、高級士官の方針の下でますます政治問題化した。当時、良い兵士より良いバアス党員の方がいいとも言われていたという。イラン・イラク戦争の初期の数ヶ月間には、イラクはバアス党の干渉と軍の増強により、成功を収めていたが、本質的な問題として、軍の司令官が戦争における明確な戦略あるいは作戦目標を持っていなかったことが挙げられる。
ワシントン・ポストのMichael Dobbs記者は、アメリカのレーガン政権は、イラクへ売却した物資がイランに対する化学兵器の製造に使われる可能性があることに十分に承知していたと述べ、さらに、1984年2月に警告を発したように、化学兵器の存在はほとんど秘密にされていなかったとする。「侵略者は、すべての害虫について知り、害虫を死滅させ得る殺虫剤の存在も知っていたに違いない。ゆえに、イラクはこうした殺虫剤を所有していた」とも語っている。レーガン政権の外交政策において、イラクへの支援は必要かつ合法とされていた。
イラクの文書によれば、化学兵器を開発するにあたり、アメリカや西ドイツ、オランダ、イギリス、フランスなど多数の国々の農場から支援を受けていたとされ、さらに、レポートによれば、オランダ、オーストラリア、イタリア、フランス、東西ドイツの企業がイラクの化学兵器工場への原材料の輸出に関与していたとされる。

## 歴史
イラン・イラク戦争において、イラクの兵士や非戦闘員に対してイラクの化学攻撃が行われた。使われた化学兵器は、化学組成と殺傷効果により分類され、タブン、サリン、マスタードガスなどのリン酸エステル系の神経毒が使われていたことが判明している。イラクのレポートによれば、1981年には嘔吐剤が初期の小規模な攻撃で使われていたとされるが、1983年8月には、ピーラーンシャフルとHaj-Omaranの戦場で化学攻撃が行われ、その後、1983年11月にPenjwenの戦場においても行われた。1984年には、イラク軍が広範囲な化学攻撃を開始し、数トンものマスタードガスや神経ガスがMajnoon Islandで使われた。
1986年、イラン軍がイラクのバスラ県南部のファオ半島を攻撃して占領した（第1次アル＝ファオの戦い）。イラク軍はこの攻撃を想定しておらず、シャットゥルアラブ川を渡って行われた強襲に対応することができなかった一方で、イラン側は1985年から1986年にかけた冬の間に作戦を講じることができたがゆえに、イラクの油井が危機に晒されていた。イラクのHamdani将軍は、半島解放のための戦いをソンムの戦いのようなものと称し、両軍ともに大損害に見舞われた。
イラクの成功において化学攻撃が重要な役割を演じた。戦争末期の1988年8月まで化学攻撃が行われ、戦時中の8年間で350回以上もの大規模攻撃が国境地帯で行われたと報じられた。

## 市民に対する攻撃
イラク軍は国境の市町村において戦闘員と非戦闘員に対する化学攻撃を行うとともに、30回以上も市民を攻撃したとされる。
- On 28 June 1987 in Sardasht, West Azerbaijan
- In March 1988 in villages around the city of Marivan
- On 16 March 1988 in the Halabja, with the massacre of more than 5,000 civilians
- In May–June 1988 in villages around the cities of Sarpol-e Zahab, Gilan-e-gharb and Oshnavieh

また、一部の病院や医療センターも攻撃対象になった。

## 死傷者
機密解除された1991年のレポートによれば、CIAは複数回にわたるイラクの化学攻撃でイランで50,000人が死傷したと推定していたが、現在では、長期間の影響により被害がもたらされているため、100,000人と推定されている。イランの退役軍人組織によれば、CIAの正式な推定には、国境の市町村で汚染された市民や退役軍人の子どもと親類は含まれていなかったとされ、彼らの多くが血液、肺、皮膚の合併症が進行している。2002年のStar-Ledgerの記事によれば、イラン兵士20,000人が神経ガスで即死したとされ、2002年の時点で、被害者80,000人のうち5,000人が定期的に治療を受けており、1,000人が入院している。
| 日付                                                                                      | 事件                           | 場所                                                        | 形式                     | 死傷者*                                     |
| ----------------------------------------------------------------------------------------- | ------------------------------ | ----------------------------------------------------------- | ------------------------ | ------------------------------------------- |
| 1983年8月                                                                                 |                                | Haj Umran                                                   | マスタードガス           | less than 100 Iranian/Iraqi Kurd casualties |
| 1983年10月–11月                                                                           |                                | Panjwin                                                     | マスタードガス           | 3,000 Iranian/Iraqi Kurd casualties         |
| 1984年2月–3月                                                                             | Operation Kheibar              | Majnoon Island                                              | マスタードガス           | 2,500 Iranian casualties                    |
| 1984年3月                                                                                 | Operation Badr                 | al-Basrah                                                   | タブン                   | 50–100 Iranian casualties                   |
| 1985, March                                                                               | Battle of the Marshes          | Hawizah Marsh                                               | マスタードガス、タブン   | 3,000 Iranian casualties                    |
| 1986, February                                                                            | Operation Dawn 8               | al-Faw                                                      | マスタードガス、タブン   | 8,000 to 10,000 Iranian casualties          |
| 1986, December                                                                            |                                | Um ar-Rasas                                                 | マスタードガス           | 1,000 Iranian casualties                    |
| 1987, April                                                                               | Siege of Basra (Karbala-5)     | al-Basrah                                                   | マスタードガス、タブン   | 5,000 Iranian casualties                    |
| 1987, June                                                                                | Chemical bombing of Sardasht   | Sardasht                                                    | マスタードガス           | 8,000 Iranian civilians exposed             |
| 1987, October                                                                             |                                | Sumar/Mehran                                                | マスタードガス、神経ガス | 3,000 Iranian casualties                    |
| 1988, March                                                                               | Halabja chemical attack        | Halabjah and villages around Marivan                        | マスタードガス、神経ガス | 1,000 Iranian civilian casualties           |
| 1988, April                                                                               | Second Battle of al-Faw        | al-Faw                                                      | マスタードガスと神経ガス | 1,000 Iranian casualties                    |
| 1988, May                                                                                 |                                | Fish Lake, Iran                                             | マスタードガス、神経ガス | 100 or 1,000 Iranian casualties             |
| 1988, June                                                                                |                                | Majnoon Island                                              | マスタードガス、神経ガス | 100 or 1,000 Iranian casualties             |
| 1988, May–June                                                                            |                                | villages around Sarpol-e Zahab, Gilan-e-gharb and Oshnavieh |                          | Iranian civilians                           |
| 1988, July                                                                                | Tawakalna ala Allah Operations | South-central border                                        | マスタードガス、神経ガス | 100 or 1,000 Iranian casualties             |
| * The actual casualties may be much higher, as the latency period is as long as 40 years. |                                |                                                             |                          |                                             |

## 国際会議

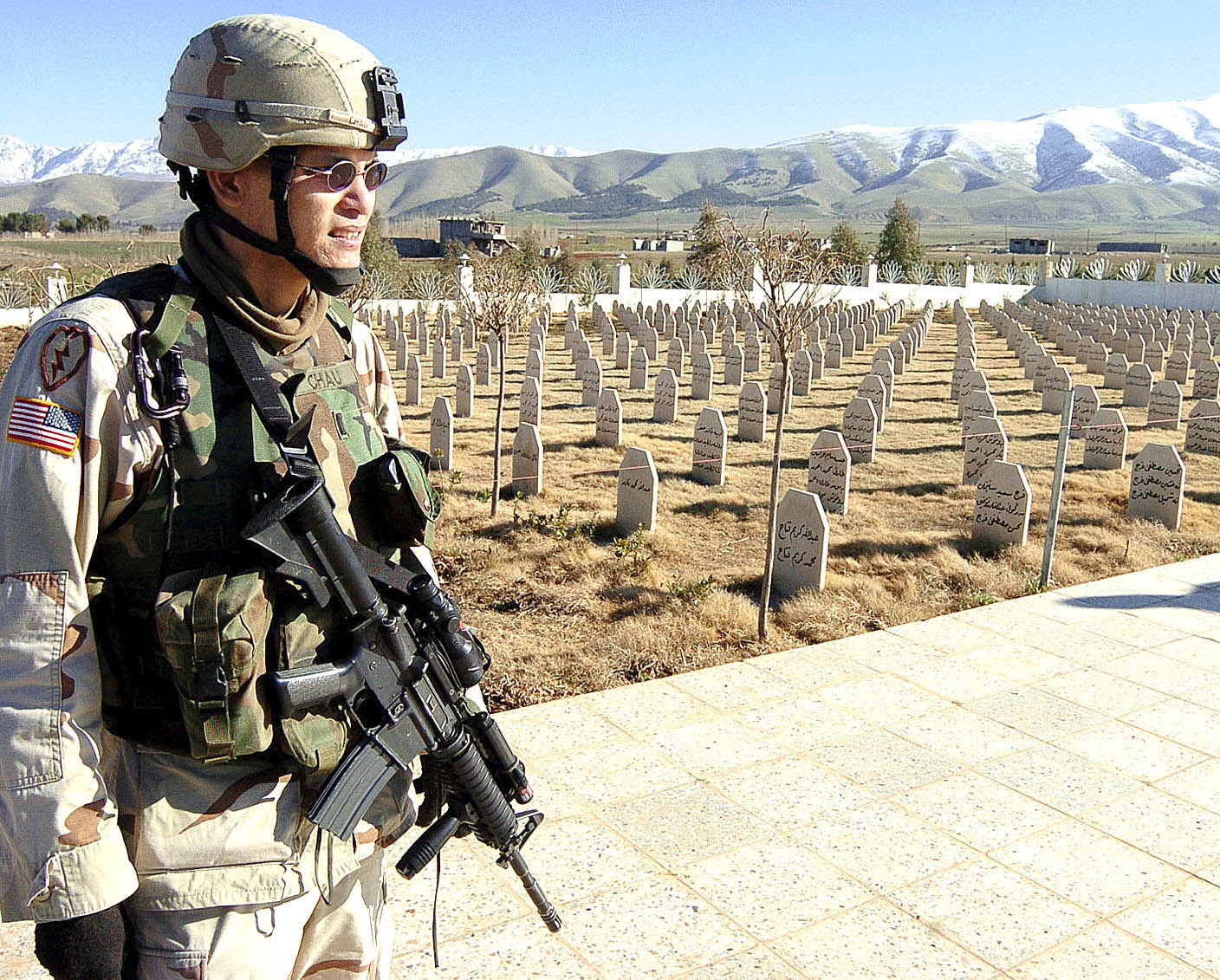
An officer of the U.S. 25th Infantry Division patrolling a local cemetery for some 1,500 victims in 2003

イラク軍による化学攻撃を示唆する報告がされたため、アメリカにより大統領指令が発せられた。イランは国連に対してイラクの化学攻撃を止めさせるように要請し、国連や国際機関により断固たる措置が行われることはなかったものの、1984年3月、1985年4月、1986年2月から3月、1987年4月、1988年3月、7月、8月に、イラン政府からの要請により国連の専門家チームがイランに派遣され、現地調査とともに、死傷者の臨床検査や試料の分析が国連の調査チームにより行われ、イラク軍によるマスタードガスと神経ガスの使用が確認された。安保理はこれらの報告を承認し、イラクの化学攻撃を非難する2つの声明が1984年3月13日と1986年3月21日に発せられたが、イラクはこれらの非難に従わず、化学攻撃を続行した。